# Five Man Acoustical Jam
| Recensione           | Giudizio |
| -------------------- | -------- |
| AllMusic             |          |
| Entertainment Weekly | A        |
| Q                    |          |

Five Man Acoustical Jam è un album dal vivo del gruppo musicale statunitense Tesla, pubblicato il 13 novembre 1990 dalla Geffen Records.
È considerato il primo disco unplugged dal vivo, prima ancora che MTV cominciasse di li a poco ad interessarsi a questo tipo di eventi rendendoli molto popolari negli anni del grunge rock.

## Storia
Nel 1990 i Tesla si trovavano in tour con i Mötley Crüe, per i quali stavano aprendo le date statunitensi in promozione all'album Dr. Feelgood. Il 2 giugno capitò un giorno di pausa, durante il quale la band decise di mettere in piedi uno spettacolo acustico in cui ogni membro avrebbe scelto una cover diversa da eseguire. Il cantante Jeff Keith decise per Signs, un brano della Five Man Electrical Band con cui era cresciuto ascoltandolo in Oklahoma. Tuttavia i suoi compagni di gruppo non conoscevano il pezzo, così Keith ne diede una copia ad ognuno di loro in modo che potessero impararlo.
L'esibizione riscosse talmente tanto successo che i Tesla decisero di ripeterla nuovamente per un paio di date benefiche, tra cui una al Trocadero Theatre di Philadelphia, il 2 luglio, che la band decise di registrare quasi per caso, per il solo uso e consumo personale. Pochi mesi dopo una radio locale cominciò a mandare in onda la registrazione di Signs eseguita dal gruppo quella sera, la quale divenne in breve tempo richiestissima dagli ascoltatori, scatenando un vero e proprio passaparola tra i fan che fecero pressioni sulla casa discografica affinché pubblicasse l'intero concerto.
L'album venne distribuito nel mese di novembre con il titolo Five Man Acoustical Jam, in omaggio al nome della Five Man Electrical Band che aveva composto quella Signs capace di permettere l'immediata distribuzione del disco nei negozi. Il singolo divenne il maggior successo in classifica dei Tesla e spinse l'album fino alla 12ª posizione della Billboard 200 negli Stati Uniti.

## Tracce
1. Comin' Atcha Live/Truckin' (cover dei Grateful Dead) – 7:23 (Jeff Keith, Frank Hannon, Brian Wheat, Tommy Skeoch, Troy Luccketta, Jerry Garcia)
2. Heaven's Trail (No Way Out) – 4:41 (Keith, Skeoch)
3. The Way It Is – 6:35 (Keith, Hannon, Skeoch, Luccketta)
4. We Can Work It Out (cover dei Beatles) – 2:09 (Lennon-McCartney)
5. Signs (cover dei Five Man Electrical Band) – 3:15 (Les Emmerson)
6. Gettin' Better – 3:30 (Keith, Hannon)
7. Before My Eyes – 6:06 (Keith, Hannon, Skeoch, Luccketta)
8. Paradise – 5:49 (Keith, Hannon, Wheat)
9. Lodi (cover dei Creedence Clearwater Revival) – 2:51 (John Fogerty)
10. Mother's Little Helper (cover dei Rolling Stones) – 3:47 (Mick Jagger, Keith Richards)
11. Modern Day Cowboy – 6:09 (Keith, Hannon, Skeoch)
12. Love Song – 9:54 (Keith, Hannon)
13. Tommy's Down Home – 2:04 (Skeoch)
14. Down Fo' Boogie – 3:21 (Keith, Skeoch)

## Five Man Video Band
L'intera esibizione è stata filmata professionalmente e messa in commercio in VHS sotto il titolo Five Man Video Band nel marzo del 1991. I videoclip dei singoli Signs e Paradise vennero estratti proprio dalle riprese del concerto. Il filmato presenta anche la traccia Little Suzi, tagliata dalla versione incisa su disco e fino ad allora presente solo come lato B di Signs. Il video è stato ristampato in DVD nel 2002.

### Tracce
1. Comin' Atcha Live/Truckin'
2. Heaven's Trail (No Way Out)
3. The Way It Is
4. We Can Work It Out
5. Signs
6. Gettin' Better
7. Before My Eyes
8. Paradise
9. Lodi
10. Mother's Little Helper
11. Modern Day Cowboy
12. Frank Hannon Jam
13. Love Song
14. Tommy's Down Home
15. Little Suzi
16. Down Fo' Boogie

## Formazione
- Jeff Keith – voce, tamburello
- Frank Hannon – chitarra acustica, slide guitar, armonica a bocca, assolo di chitarra elettrica in Love Song, cori
- Tommy Skeoch – chitarra acustica, cori
- Brian Wheat – basso, pianoforte, cori
- Troy Luccketta – batteria, percussioni

## Classifiche

### Classifiche settimanali
| Classifica (1990/91) | Posizione massima |
| -------------------- | ----------------- |
| Canada               | 63                |
| Finlandia            | 26                |
| Regno Unito          | 59                |
| Stati Uniti          | 12                |

### Classifiche di fine anno
| Classifica (1991) | Posizione |
| ----------------- | --------- |
| Stati Uniti       | 25        |